# Lolita, My Love
Lolita, My Love foi um musical mal sucedido de John Barry e Alan Jay Lerner, baseado no romance de Vladimir Nabokov, Lolita. Fechou-se em Boston, em 1971, quando estava em um tour antes da estreia na Broadway.

## História da produção
Lolita, My Love foi iniciado por Lerner, o letrista bem conhecido de My Fair Lady e outros sucessos importantes, que recrutou Barry para escrever a música. Nabokov, que tinha várias vezes se recusado a permitir adaptações de seu romance, afirmou que "o Sr. Lerner é um classicista mais talentoso e excelente. Se você tiver que fazer uma versão musical de Lolita, ele é o único que poderá fazê-la". Como a maioria dos musicais da época, a produção foi prevista para um tour multi-cidade, durante o qual uma reconfiguração poderia ser feita, conforme necessário, antes de abrir na Broadway. O diretor original foi o empresário de ópera, Tito Capobianco, e a coreografia foi fornecida por Jack Cole, embora Cole fosse demitido durante os ensaios e substituído por Danny Daniels.
Após a abertura, na Filadélfia em 16 de fevereiro de 1971, o show recebeu críticas ferozes e imediatamente fechou para mais trabalho. Capobianco foi demitido e substituído por Noel Willman, e Daniels foi substituído como coreógrafo por Dan Siretta. Até mesmo Annette Ferra, a atriz que interpretava Lolita, abandonou a apresentação.
O show foi reaberto em Boston, mas a recepção foi morna e recebeu críticas mistas, embora os críticos reconhecessem as boas atuações de John Neville como Humbert e Dorothy Loudon como a mãe vulgar de Lolita, Charlotte, e achou a música e a letra fortes. Lolita foi interpretada pela atriz Denise Nickerson, e o indicado ao Óscar, Leonard Frey foi Clare Quilty. A produção fechou antes de sua abertura programada para o Mark Hellinger Theatre, o local de muitos triunfos anteriores de Lerner; ele perdeu 900,000 dólares.

## O show
Como o romance, Lolita, My Love foca-se em um professor nativo europeu, Humbert Humbert, que vive nos Estados Unidos; ele se apaixona totalmente pela filha adolescente da senhoria. Embora o enredo seja desagradável, Humbert eventualmente emerge como uma figura trágica, e há uma explicação espirituosa da cultura estadunidense que tanto incentiva e condena tal comportamento.
Enquanto o show não foi oficialmente gravado, uma gravação bootleg do teatro veio à tona e foi vendida abertamente. A lista de músicas na gravação dá a seguinte lista de músicas:
1. Overture
2. Going, Going, Gone – Quiltey and guests
3. The Same Old Song – Lolita & Charlotte
4. Saturday – Lolita
5. In the Broken Promise Land of 15 – Humbert
6. The Same Old Song (Reprise) – Humbert, Lolita, Charlotte
7. Dante, Petrarch and Poe – Humbert
8. Sur Les Quais – Charlotte
9. Charlotte's Letter – Humbert & Charlotte
10. Farewell, Little Dream – Humbert
11. At the Bed-D-By Motel – Ensemble
12. Tell Me, Tell Me – Quiltey & Humbert
13. Buckin' for Beardsley/Beardsley School for Girls – Lolita & Humbert
14. March Out of My Life
15. The Same Old Song (Reprise) – Lolita
16. All You Can Do Is Tell Me You Love Me – Lolita
17. How Far Is It to the Next Town –  Lolita & Humbert
18. How Far is It to the Next Town (Reprise) – Quiltey & Humbert
19. Lolita – Humbert
20. Finale

"Going, Going, Gone" foi gravada por Shirley Bassey, e "In the Broken-Promise Land of Fifteen" foi gravada várias vezes, nomeadamente por Robert Goulet.

## Reações
Ao recusar muitas ofertas anteriores para adaptar o romance, Nabokov insistiu que o enredo desagradável era aceitável porque só existia em sua cabeça; para fazer uma verdadeira menina de doze anos interpretar o papel, particularmente em pessoa no palco noite após noite, "seria pecaminoso e imoral". O enredo esquelético sozinho, sem a voz autoral de Nabokov, é de fato bastante picante, e a crítica e o público reagiram negativamente ao musical.
Escritores posteriores (nomeadamente Ken Mandelbaum e Frank Rich) têm encontrado elementos do show dignos de louvor, com Mandelbaum alegando que é improvável que qualquer um poderia produzir uma versão musical melhor do que é, provavelmente, o material fundamentalmente impossível. Em 1982, uma adaptação não-musical de Lolita por Edward Albee abriu memoravelmente a comentários negativos, e muitos críticos especificamente assinalaram maneiras em que esta versão faltava algo quando comparada com o musical anterior; Rich sustentou que a versão de Albee teve um conjunto hediondo, ressaltando que até mesmo a "versão musical fracassada...tem o cenário certo".